# توکودایجی کینیوشی
توکودایجی کینیوشی (به ژاپنی: 徳大寺公能) (۱۱۶۱–۱۱۱۵ میلادی) پسر توکودایجی سانه‌یوشی و مادرش دختر فوجیوارا آکی‌تاکا در اواخر دوره هی‌آن یک کوگه بود. وی پدر فوجیوارا نو کینشی همسر امپراتور گو شیراکاوا بود.